# Marina Cecilie Roné
Marina Cecilie Roné (* 4. März 1967 in Kopenhagen, Dänemark) ist eine dänische Schriftstellerin und Journalistin.

## Leben
Marina Cecilie Roné wuchs als Tochter eines Fotografen in der dänischen Hauptstadt Kopenhagen auf. Nach ihrem Schulabschluss zog sie nach Paris, wo sie ursprünglich an der Sorbonne Romanische Sprachen studieren wollte. Stattdessen absolvierte sie ein Schauspielstudium, dass sie 1990 erfolgreich am Cours Florent absolvierte. Zurück in Dänemark entschied sie sich gegen eine Karriere als Schauspielerin und begann ab 1991 als Kritikerin für die dänische Tageszeitung Politiken zu arbeiten. 1994 wechselte sie als Redakteurin zur Dagbladet Information, wo sie bis 1996 blieb und schließlich bis 1999 zum Jyllands-Posten wechselte.
Bereits 1990 debütierte sie mit der Kurzgeschichtensammlung Ud af et skød als Schriftstellerin. Ihr Romandebüt erschien 1993 unter dem Titel Skrifte til min elskede. Mit N.I.M.B.Y. Not in my backyard veröffentlichte sie 2007 ihren bisher erfolgreichsten Roman. Nachdem ihr Mann im Jahr zuvor nach zehn Jahren Ehe an den Folgen eines Hirntumors verstorben war, schrieb sie inspiriert durch ihre eigenen Erfahrungen eine Geschichte über eine junge Frau und das Leben mit ihren drei Kindern, nachdem sie ihren Ehemann durch Lungenkrebs verloren hat. Die dänische Tageszeitung Berlingske bezeichnete die Geschichte als „schönes, starkes und gedämpftes Porträt einer Familie“ und Roné erhielt ein Jahr später eine mit 50.000 Dänische Kronen dotierte Nominierung für den Danske-Bank-Literaturpreis.

## Werke (Auswahl)
Romane
- Skrifte til min elskede (1993)
- Lyng (1999)
- Terkels testamente (2001)
- N.I.M.B.Y. Not in my backyard (2007)
- Det skete (2010)

Kurzgeschichten
- Ud af et skød (1990)
- Blomsterbørnene (2006)

Gedichte
- Kaktushænder (2000)